# Джерело № 4 (Солочин)
Джерело́ № 4 (Соло́чин) — гідрологічна пам'ятка природи місцевого значення в Україні. Розташована в межах Свалявського району Закарпатської області, в селі Солочин. 
Площа 0,5 га. Статус надано згідно з рішенням Закарпатського облвиконкому від 23.10.1984 року № 253. Перебуває у віданні Солочинської сільської ради. 
Створена з метою збереження джерела мінеральної води (лужанська, поляна квасова). Вода вуглекисла, гідрокарбонатно-натрієва. Загальна мінералізація — 5,4 г/л, мікроелемент — марганець. Використовується для лікування захворювань органів травлення.